# CCTV+
CCTV+（中文名为中央电视台国际视频通讯社或央视国际视频通讯有限公司）於2010年12月成立。截至2021年2月為止，與全球140多個國家的媒體以及540家的在地媒體合作，是中國首家視頻通訊社，向全球媒體機構提供音視頻新聞内容。同時CCTV+亦致力於國內外媒體朋友圈建設，先後成立「絲路視頻新聞聯盟（BRNA）」、「非洲視頻媒體聯盟媒体联盟（ALU）」、「拉美伙伴（SAL）」和「太平洋島國夥伴（PIP）」等合作機制以及「新聞場（Newsharing）」内容分享合作平台。
2011年，CCTV+創辦「全球視頻媒體論壇（VMF）」，每年匯聚眾多國内外主流媒體機構代表、專家學者等共同展開業務交流。
2019年4月，CCTV+獲得聯合國UNifeed發布授權，得以播放來自聯合國系統的即時國際新聞，成為中國首家獲此授權的新聞機構。

## 提供项目

### 新闻题材
提供7/24小时的稿件撰写与提供多种语言播报新闻的服务。包含政治、财经、社会、人文、自然与科学等领域。

### 直播服务
提供CCTV在线直播与节目预告等服务，包含政治要闻、文化、军事、经济、科技、环保等直播视频。

### 新闻资料
官网目前的新闻题材约27万件、多种语言的新闻稿件约45万则，来自2011年中国与全球的重要新闻议题。

### 客制化服务
提供客制化服务，依据读者需求制作特定新闻题材、视频和直播服务。

## 合作与倡议媒体
央视国际视频通讯社先后與《拉美伙伴（SAL）》、《非洲视频媒体联盟（ALU）》、《丝路视频新闻联盟（BRNA）》、《太平洋岛国伙伴（PIP）》等媒体合作
以及《新闻场（Newsharing）》的倡议。

### 拉美伙伴
拉美伙伴（Socios Latinoamericanos, SAL）与央视国际视频通讯社于2016年4月共同发动的新闻传播平台，范围包含中国与拉美区域。

### 非洲视频媒体联盟
非洲视频媒体联盟（Africa Link Union, ALU）与央视国际视频通讯社于2016年6月共同合作，主要推动中国和非洲媒体间的交流与传播。

### 丝路视频新闻联盟
丝路视频新闻联盟（Belt and Road News Alliance, BRNA）于2017年5月成立，与央视国际视频通讯社合作，促进一带一路的发展与建设，以及新闻媒体的交流与传播。

### 太平洋岛国伙伴
太平洋岛国伙伴（Pacific Island Partners, PIP）与央视国际视频通讯社于2018年4月共同成立，促进两国的资源共享与节目等多项合作。

### 新闻场
新闻场（Newsharing）由央视国际视频通讯社于2016年倡议，主要提供中国境内的广播媒体与读者新闻信息的服务。